# 애돌프 만주
애돌프 만주(Adolphe Menjou, 1890년 2월 18일 ~ 1963년 10월 29일)는 미국의 연극 배우, 영화 배우, 텔레비전 배우이다.

## 영화
- Pollyanna (1960년)
- 영광의 길 (1957년)
- 번들 오브 조이 (1956년)
- 대사의 딸 (1956년)
- 스나이퍼 (1952년)
- 톨 타겟 (1951년)
- 투 프리즈 어 레이디 (1950년)
- 마이 드림 이즈 유어스 (1949년)
- 스테이트 오브 더 유니온 (1948년)
- 헉스터 (1947년)
- 아윌 비 유어스 (1947년)
- 스텝 라이브리 (1944년)
- 스윗 로지 오그래디 (1943년)
- 록시 하트 (1942년)
- 너무도 아름다운 당신 (1942년) - 에두아르도 아쿠나 역
- 터너바웃 (1940년)
- 댓츠 라이트 - 유어 롱 (1939년)
- 골든 보이 (1939년)
- 더 골드윈 폴리스 (1938년)
- 오케스트라의 소녀 (1937년)
- 스테이지 도어 (1937년)
- 스타 이즈 본 디 오리지널 (1937년)
- 밀키 웨이 (1936년)
- 원 인 어 밀리언 (1936년)
- 싱, 베이비, 싱 (1936년)
- 1935년의 황금광들 (1935년)
- 리틀 미스 마커 (1934년)
- 아침의 영광 (1933년)
- 무기여 잘 있거라 (1932년)
- 이지스트 웨이 (1931년)
- 특종 기사 (1931년)
- 뉴 문 (1930년)
- 모로코 (1930년)
- 더 스페인 댄서 (1923년)
- 파리의 여인 (1923년)